# キャンプ・ウッドチャック
キャンプ・ウッドチャック（Camp Woodchuck）とは、東京ディズニーランド (TDL) のウエスタンランドにあるエリアの一つである。

## 概要
アメリカ河沿いの豊かな自然が舞台となっているエリア。ディズニーコミックブックに登場した『ジュニア・ウッドチャック』のメンバーたちが野外活動を行うキャンプ場をイメージしている。2015年8月31日にクローズしたレストラン「ラッキーナゲット・カフェ」の跡地とその周辺に位置。2016年11月22日に3つの施設を伴ってオープンした。
2017年3月30日からは｢キャンプ・ウッドチャック｣、｢ウッドチャック・グリーティングトレイル｣、｢キャンプ・ウッドチャック・キッチン｣をジュピターテレコムが提供している。
バックグラウンドストーリー
ある日、森の中をハイキングしていたジュニア・ウッドチャックの一団は落雷で穴の開いた大きな切り株を発見しました。その切り株の穴が偶然にも自分たちのシンボルマークと同じ形でした！それはまさにここがジュニア・ウッドチャック・オブ・ザ・ワールドの本部となるべき場所であるということを示していたのです！

## 施設

### グリーティング
ウッドチャック・グリーティングトレイル
| ウッドチャック・グリーティングトレイル | ウッドチャック・グリーティングトレイル | ウッドチャック・グリーティングトレイル | ウッドチャック・グリーティングトレイル |
| -------------------------------------- | -------------------------------------- | -------------------------------------- | -------------------------------------- |
| オープン日                             | オープン日                             | 2016年11月22日                         | 2016年11月22日                         |
| スポンサー                             | スポンサー                             | ジュピターテレコム                     | ジュピターテレコム                     |
| 利用制限                               |                                        | なし                                   | なし                                   |
| ファストパス                           | ファストパス                           |                                        | 対象外                                 |
| シングルライダー                       | シングルライダー                       |                                        | 対象外                                 |

東京ディズニーランドで2つ目の常設グリーティング施設。「キャンプ・ウッドチャック」限定の隊長風コスチュームを着たドナルドダックとデイジーダックに会うことができる。施設は、ドナルドダックが集会や式典を行う部屋をイメージした「ウッドチャック・ホール」、デイジーダックが隠れ家をイメージした「ウッドチャック・ハイドアウト」にそれぞれ分かれている。なお、カメラマンによる有料写真サービスを行っている。

### ショップ
ハッピーキャンパーサプライ
| ハッピーキャンパーサプライ | ハッピーキャンパーサプライ                   |
| -------------------------- | -------------------------------------------- |
| オープン日                 | 2016年11月22日                               |
| スポンサー                 | なし                                         |
| 商品ジャンル               | 「キャンプ・ウッドチャック」オリジナルグッズ |

「キャンプ・ウッドチャック」のオリジナルグッズなどを販売しているワゴンタイプのショップ。ワゴンの壁には水筒や鍋などキャンプに必要な道具がいくつも装飾されている。なお、オリジナルグッズはウエスタンランドの「トレーディングポスト」でも販売している。

### レストラン
キャンプ・ウッドチャック・キッチン
| キャンプ・ウッドチャック・キッチン | キャンプ・ウッドチャック・キッチン |
| ---------------------------------- | ---------------------------------- |
| オープン日                         | 2016年11月22日                     |
| スポンサー                         | カルビー株式会社                   |
| タイプ                             | カウンターサービス                 |
| 座席数                             | 約440席                            |
| アルコール                         | ○                                  |

ワッフルサンドやおにぎりサンドなどを扱うカウンターサービスのレストラン。座席は、屋内ダイニングエリアや見晴らしの良いテラス席などを合わせて約440席。店内には、ジュニア・ウッドチャックのさまざまな活動を描いたポスターやキャンプ道具などが壁や天井にたくさん飾られている。なお、建物の一部は「ラッキーナゲット・カフェ」のものを流用して造られている。
2024年4月1日、カルビー株式会社がスポンサー契約の提携を発表した。